# Tom Peters
Tom Peters est un consultant — ex-Mc Kinsey — et un auteur américain, spécialiste du management  et célèbre en particulier pour son livre Le Prix de l'excellence avec Robert Waterman.

## Le Prix de l'excellence
1983. Trois millions d'exemplaires

### Les huit attributs des meilleures entreprises
1. Elles ont le parti pris de l'action.
2. Elles restent à l'écoute du client.
3. Elles favorisent l'autonomie et l'esprit novateur.
4. Elles basent la productivité sur la motivation du personnel.
5. Elles se mobilisent autour d'une valeur clé.
6. Elles s'en tiennent à ce qu'elles savent faire.
7. Elles préservent une structure simple et légère.
8. Elles allient souplesse et rigueur.

## Quarante cinq prescriptions  pour un monde à l'envers
Le Chaos Management